# Martin Grassnick
Martin Grassnick (ur. 5 maja 1917 w Moguncji, zm. 4 lipca 2020 w Baden-Baden) – niemiecki inżynier architekt, historyk architektury, profesor Technische Universität w Trier (Trewir) i Kaiserslautern, specjalista z ochrony i konserwacji zabytków, doktor honoris causa Politechniki Gdańskiej.

## Przebieg edukacji
Od 1934 uczył się w Szkole Budowlanej Sztuk Plastycznych i Rzemiosła. Naukę musiał przerwać z powodu dyskryminacji narodowościowych w III Rzeszy (jego babka była pochodzenia żydowskiego). Podczas II wojny światowej oficer Wehrmachtu na froncie w ZSRR i Włoszech do 1943.
Od 1945 studiował w Technische Hochschule w Darmstadt, gdzie w 1951 otrzymał dyplom magistra inżyniera architekta. W 1963 uzyskał doktorat w dziedzinie historii architektury i konserwacji zabytków w Technische Hochschule w Darmstadt.

## Działalność naukowa i zawodowa
Od 1945 był budowniczym, architektem zaangażowanym w odbudowę zniszczonych w czasie II wojny światowej zabytków w Nadrenii m.in. zespołu zabytkowego katedry w Kolonii i Katedry w Xanten od 1947-1977.
W 1945 nawiązał kontakt z prof. Carlem Gruberem – profesorem architektury i sztuki budowlanej średniowiecznej w Technische Hochschule w Gdańsku (1925-1933) korzystając z uwag w pracach rekonstrukcji niemieckiej zabytkowej architektury.
W latach 1946–1950 uczestniczył w pracach nad odbudową kościoła Sankt Quirinus w Neuss.
W 1951-1966 pracował w Państwowej Szkole Inżynierskiej w Moguncji. W latach 1951–1956 zajmował stanowisko docenta, a w latach 1956-1966 pełnił funkcję rektora. W latach 1956–1959 był też dyrektorem Państwowej Szkoły Rzemiosła Artystycznego w Moguncji.
Od 1966 był profesorem i dyrektorem Państwowego Akademickiego Instytutu Pedagogiki Zawodowej w Moguncji.
Był organizatorem (od 1969) Technische Hochschule (Uniwersytetu Technicznego) w Trier i Kaiserslautern z ramienia rządu Landu Nadrenia-Palatynat.
Od 1970 profesor zwyczajny Uniwersytetu w Trier i Kaiserslautern w zakresie ochrony i konserwacji zabytków, historii architektury i urbanistyki, dydaktyki i metodologii kształcenia inżyniera, urbanistyki, sztuki oraz projektowania. W latach 1970–1982 pełnił funkcję dziekana Wydziału Technologicznego.
Od 1972 był inspiratorem i inicjatorem współpracy naukowej polskich i niemieckich naukowców zwłaszcza z Politechniką Gdańską. Przyczynił się do podpisania porozumienia o współpracy Politechniki Gdańskiej i Technische Hochschule (Uniwersytetu Technicznego) w Kaiserslautern – 22 listopada 1985. Efektem tej współpracy była: wymiana naukowców z Politechniki Gdańskiej i umożliwienie prowadzenia badań naukowych w: Republice Federalnej Niemiec, Francji, Włoch, Belgii i Holandii, konferencji naukowych, prac doktorskich i magisterskich na Wydziale Architektury PG. Był ofiarodawcą książek dla Wydziału Architektury Politechniki Gdańskiej. Przyczynił się do przekazania władzom miasta Gdańska i Archiwum Państwowemu w Gdańsku unikatowego jedynego zachowanego kompletu dokumentacji zabytków architektury i sztuki Gdańska sporządzonej przed 1945 którą wykorzystywano w pracach konserwatorskich.
Był członkiem towarzystw naukowych m.in. Niemieckiej Akademii Urbanistyki i Planowania Krajowego.
Autor ponad 100 publikacji, w tym książek na temat teorii i praktyki konserwacji, historii architektury, sztuki Orientu m.in. trzytomowej Historii Architektury oraz książki: „Deutsche historische Bürgerhäuser”, Monachium 1985.
Mieszka w Baden-Baden. Od 1982 przebywa na emeryturze. Otrzymał godność honorowego członka Senatu Technische Hochschule (Uniwersytetu Technicznego) w Kaiserslautern.
Doktor honoris causa Politechniki Gdańskiej (1995).

## Ordery i odznaczenia
- Krzyż Zasługi I klasy Republiki Federalnej Niemiec (1970)
- Wielki Krzyż Zasługi Republiki Federalnej Niemiec (1984)
- Krzyż Kawalerski Zasługi dla Republiki Włoskiej (1984)

## Źródła
- Festschrift Martin Grassnick: aus Anlass der Vollendung seines 70. geburstages, Kaiserlautern 1987
- Politechnika Gdańska 50 lat wczoraj, dziś i jutro. Rok jubileuszowy 1994/95, red. B. Ząbczyk-Chmielewska, B. Hakuć, Gdańsk 1995
- Sekcja obiegu i archiwizacji dokumentów Politechniki Gdańskiej. Nadanie tytułu i godności doktora honoris causa PG – prof. Martin Grassnick
- Zum 90. Geburstag von Prof. dr ing. Martin Grassnick, „Unispectrum“…das Magazin der TU Kaiserslautern z 19.07.2007
- Zum 95. Geburstag von Professor Martin Grassnick, „Unispectrum“…das Magazin der TU Kaiserslautern, nr 3 z 2012